# Buket Gülübay
Buket Gülübay (Istanbul, 28 febbraio 1999) è una pallavolista turca, palleggiatrice del VakıfBank.

## Palmarès

### Club
- Campionato turco: 2

2018-19, 2021-22
- Coppa di Turchia: 2

2021-22, 2022-23
- Supercoppa turca: 1

2021
- Challenge Cup: 1

2020-21
- Campionato mondiale per club: 2

2018, 2021
- CEV Champions League: 2

2021-22, 2022-23

### Nazionale (competizioni minori)
- Campionato europeo under 19 2016
- Giochi della solidarietà islamica 2021